# Camptocladius lacroixi
Camptocladius lacroixi är en tvåvingeart som först beskrevs av Jean-Jacques Kieffer 1921.  Camptocladius lacroixi ingår i släktet Camptocladius och familjen fjädermyggor.
Artens utbredningsområde är Frankrike. Inga underarter finns listade i Catalogue of Life.